# 神田奏真
神田 奏真 （かんだ そうま、2005年12月29日 - ）は、大阪府大阪市東淀川区出身のプロサッカー選手。Jリーグ・川崎フロンターレ所属。ポジションはフォワード（FW） 。

## 来歴
大阪市立東淀中学校時代は地元の大阪東淀川FCに所属。高校は静岡学園高校へ進学し、全国高等学校サッカー選手権大会へ出場。1年次からメンバー入りをし、2年次からレギュラーに定着。3年時は自身もゴールを決めるなど活躍したが、2回戦で広島国際学院高等学校にPK戦の末に破れた。高校卒業後は、川崎フロンターレへ入団することが決まった。
2024年11月27日のAFCチャンピオンズリーグエリート2024/25第5節・ブリーラム・ユナイテッドFC戦のアディショナルタイムにプロデビュー。2-0で迎えた同アディショナルタイムにプロ初ゴールとなる3点目を決めた。

## 所属クラブ
- 大阪東淀川FCジュニア（大阪市立豊里小学校）
- 大阪東淀川FCジュニアユース（大阪市立東淀中学校）
- 静岡学園高等学校
- 2024年 -  川崎フロンターレ

## 個人成績
| 国内大会個人成績 | 国内大会個人成績 | 国内大会個人成績 | 国内大会個人成績 | 国内大会個人成績 | 国内大会個人成績 | 国内大会個人成績 | 国内大会個人成績 | 国内大会個人成績 | 国内大会個人成績 | 国内大会個人成績 | 国内大会個人成績 |
| 年度             | クラブ           | 背番号           | リーグ           | リーグ戦         | リーグ戦         | リーグ杯         | リーグ杯         | オープン杯       | オープン杯       | 期間通算         | 期間通算         |
| 年度             | クラブ           | 背番号           | リーグ           | 出場             | 得点             | 出場             | 得点             | 出場             | 得点             | 出場             | 得点             |
| 日本             | 日本             | 日本             | 日本             | リーグ戦         | リーグ戦         | リーグ杯         | リーグ杯         | 天皇杯           | 天皇杯           | 期間通算         | 期間通算         |
| ---------------- | ---------------- | ---------------- | ---------------- | ---------------- | ---------------- | ---------------- | ---------------- | ---------------- | ---------------- | ---------------- | ---------------- |
| 2024             | 川崎             | 32               | J1               | 1                | 0                | 0                | 0                | 0                | 0                | 1                | 0                |
| 通算             | 日本             | 日本             | J1               | 1                | 0                | 0                | 0                | 0                | 0                | 1                | 0                |
| 総通算           | 総通算           | 総通算           | 総通算           | 1                | 0                | 0                | 0                | 0                | 0                | 1                | 0                |

| 国際大会個人成績 | 国際大会個人成績 | 国際大会個人成績 | 国際大会個人成績 | 国際大会個人成績 |
| 年度             | クラブ           | 背番号           | 出場             | 得点             |
| AFC              | AFC              | AFC              | ACL              | ACL              |
| ---------------- | ---------------- | ---------------- | ---------------- | ---------------- |
| 2023-24          | 川崎             | 32               | 1                | 1                |
| 通算             | AFC              | AFC              | 0                | 0                |

## 代表歴
- 2021年 U-16日本代表
- 2023年 U-18日本代表
- 2024年 U-19日本代表
- 2025年 U-20日本代表（AFC U20アジアカップ2025[3]）